# Reina Ueda
Reina Ueda (上田 麗奈 Ueda Reina?, 17 de enero de 1994) es una actriz de voz y cantante japonesa afiliada a 81 Produce. Es conocida por sus papeles como  Mira Yurisaki  en Dimension W, Kanao Tsuyuri en Kimetsu no Yaiba, Miyako Hoshino en Watashi ni Tenshi ga Maiorita!, Mallow en Pokemon Sun and Moon, Shuka Karino en Darwin's Game,  Akane Shinjō en SSSS.Gridman, Reze en Chainsaw Man, Ganyu en Genshin Impact, entre otros.  
Fue una de las ganadoras del premio a la mejor actriz revelación junto con Sora Amamiya y Aya Suzaki en los Seiyū Awards de 2015. En 2021, durante la 15° entrega de los Seiyū Awards, Ueda ganó el premio a "Mejor Actriz Secundaria", junto a su colega Akari Kitō.

## Filmografía
Los papeles principales están en negrita

### Anime

#### Series de televisión
| Año  | Título                                                                            | Rol                                                          | Refs.                   |
| ---- | --------------------------------------------------------------------------------- | ------------------------------------------------------------ | ----------------------- |
| 2012 | Jormungand: Perfect Order                                                         | Elena Baburin                                                | [ 1 ]                   |
| 2012 | Inazuma Eleven: Chrono Stone                                                      | Niña                                                         | [ 2 ] [ 3 ]             |
| 2013 | Cardfight!! Vanguard: Link Joker Hen                                              | Maki Nagashiro                                               | [ 3 ]                   |
| 2013 | Inazuma Eleven GO Galaxy                                                          | Katra Paige                                                  | [ 3 ]                   |
| 2013 | Infinite Stratos 2                                                                | Shizune Takatsuki                                            | [ 3 ]                   |
| 2013 | Tesagure! Bukatsu-mono                                                            | Mobuko Sonota                                                | [ 4 ]                   |
| 2013 | Tamagotchi! Miracle Friends                                                       | Claricetchi                                                  | [ 1 ]                   |
| 2014 | Tesagure! Bukatsu-mono Encore                                                     | Mobuko Sonota                                                | [ 4 ]                   |
| 2014 | Isshūkan Friends                                                                  | Ōta                                                          | [ 3 ]                   |
| 2014 | Tokyo Ghoul                                                                       | Jiro; Hideyoshi Nagachika (niño); Taguchi; Misato Gori; Maid | [ 3 ]                   |
| 2014 | Rail Wars!                                                                        | Tomomi Ōito                                                  | [ 3 ]                   |
| 2014 | PriPara                                                                           | Ajimi Kiki; Jewlulu                                          | [ 3 ]                   |
| 2014 | Hanayamata                                                                        | Naru Sekiya                                                  | [ 5 ]                   |
| 2014 | Zankyō no Terror                                                                  | Haruka Shibazaki                                             | [ 3 ]                   |
| 2014 | Cross Ange: Tenshi to Ryū no Rondo                                                | Tanya Zabirova; Akiho                                        | [ 3 ]                   |
| 2014 | Inō Battle wa Nichijō-kei no Naka de                                              | Naoe Hagiura                                                 | [ 3 ]                   |
| 2014 | Cardfight!! Vanguard: Legion Mate-Hen                                             | Alice Carey                                                  |                         |
| 2014 | Go-go Tamagotchi!                                                                 | Lamertchi; Suzune                                            | [ 1 ]                   |
| 2015 | Tokyo Ghoul √A                                                                    | Jiro; Misato Gori; Shizuku Kawakami                          | [ 3 ]                   |
| 2015 | Rolling☆Girls                                                                     | Momo Fujiwara                                                | [ 1 ]                   |
| 2015 | Seiken Tsukai no World Break                                                      | Elena Arshavina                                              | [ 6 ]                   |
| 2015 | Tesagure! Bukatsu-mono: Spin-off Puru Purun Sharumu to Asobō                      | Mobuko Sonota                                                | [ 3 ]                   |
| 2015 | Kekkai Sensen                                                                     | Neyka                                                        | [ 3 ]                   |
| 2015 | Mikagura Gakuen Kumikyoku                                                         | Meika Katai                                                  | [ 7 ]                   |
| 2015 | Nisekoi:                                                                          | Iwashita                                                     |                         |
| 2015 | Jitsu wa Watashi wa                                                               | Mikan Akemi                                                  | [ 8 ]                   |
| 2015 | Hacka Doll the Animation                                                          | Hacka Doll #4                                                | [ 3 ]                   |
| 2015 | Tai-Madō Gakuen 35 Shiken Shōtai                                                  | Ōka Ōtori                                                    | [ 3 ]                   |
| 2015 | Aikatsu!                                                                          | Yayoi Hanawa                                                 | [ 3 ]                   |
| 2016 | Dimension W                                                                       | Mira Yurisaki                                                | [ 9 ]                   |
| 2016 | Bakuon!!                                                                          | Hane Sakura                                                  | [ 10 ]                  |
| 2016 | Kuromukuro                                                                        | Sophie Noelle                                                | [ 11 ]                  |
| 2016 | Aikatsu Stars!                                                                    | Lily Shirogane                                               | [ 12 ]                  |
| 2016 | ReLIFE                                                                            | An Onoya                                                     | [ 13 ]                  |
| 2016 | Shakunetsu no Takkyū Musume                                                       | Kumami Tsukinowa                                             | [ 3 ]                   |
| 2016 | Cheating Craft                                                                    | Bai Jiu Liu                                                  |                         |
| 2016 | Pokémon Sol y Luna                                                                | Mao                                                          | [ 14 ]                  |
| 2017 | Minami Kamakura Kōkō Joshi Jitensha-Bu                                            | Hiromi Maiharu                                               | [ 15 ]                  |
| 2017 | Idol Jihen                                                                        | Sachie Kondō                                                 | [ 16 ]                  |
| 2017 | Little Witch Academia                                                             | Jasminka Antonenko; Marjolaine                               | [ 1 ]                   |
| 2017 | Idol Time PriPara                                                                 | Mimiko Jigoku                                                | [ 3 ]                   |
| 2017 | Sakura Quest                                                                      | Shiori Shinomiya                                             | [ 17 ]                  |
| 2017 | ID-0                                                                              | Alice                                                        | [ 18 ]                  |
| 2017 | Isekai Shokudō                                                                    | Adelheid                                                     | [ 1 ]                   |
| 2017 | Konohana Kitan                                                                    | Rei Matsumoto                                                |                         |
| 2017 | Hōseki no Kuni                                                                    | Hemimorphite                                                 | [ 1 ]                   |
| 2017 | Kekkai Sensen & Beyond                                                            | Neyka                                                        |                         |
| 2017 | Wake Up, Girls! Shin Shō                                                          | Rika Takashina                                               |                         |
| 2017 | Net-juu no Susume                                                                 | Lily                                                         | [ 1 ]                   |
| 2018 | Grancrest Senki                                                                   | Aishela                                                      | [ 1 ]                   |
| 2018 | Basilisk: Ōka Ninpōchō                                                            | Rui                                                          |                         |
| 2018 | Märchen Mädchen                                                                   | Arthur Pendragon                                             | [ 19 ]                  |
| 2018 | Saiki Kusuo no Ψ-nan 2                                                            | Sora Kaidō                                                   |                         |
| 2018 | Kakuriyo no Yadomeshi                                                             | Shizuna                                                      | [ 20 ]                  |
| 2018 | Gundam Build Divers                                                               | Stea                                                         |                         |
| 2018 | 3D Kanojo: Real Girl                                                              | Sumie Ayado                                                  | [ 1 ]                   |
| 2018 | Comic Girls                                                                       | Suzu Fūra                                                    | [ 1 ]                   |
| 2018 | Boku no Hero Academia 3rd Season                                                  | Saiko Intelli                                                | [ 21 ]                  |
| 2018 | Caligula                                                                          | μ                                                            | [ 3 ]                   |
| 2018 | Last Period: Owarinaki Rasen no Monogatari                                        | Miu; Noin                                                    |                         |
| 2018 | SSSS.Gridman                                                                      | Akane Shinjō                                                 | [ 22 ] [ 23 ]           |
| 2018 | Goblin Slayer                                                                     | Hermana mayor de Goblin Slayer                               |                         |
| 2018 | Tokyo Ghoul:re 2nd Season                                                         | Jiro                                                         |                         |
| 2018 | Ingress: The Animation                                                            | Sarah                                                        | [ 24 ]                  |
| 2019 | Watashi ni Tenshi ga Maiorita!                                                    | Miyako Hoshino                                               | [ 25 ]                  |
| 2019 | 3D Kanojo: Real Girl 2nd Season                                                   | Sumie Ayado                                                  | [ 1 ]                   |
| 2019 | Kakegurui××                                                                       | Rumia Uru                                                    |                         |
| 2019 | Grimms Notes The Animation                                                        | Reina; Cinderella                                            | [ 1 ]                   |
| 2019 | Fruits Basket 1st Season                                                          | Kisa Sōma                                                    | [ 26 ]                  |
| 2019 | Kimetsu no Yaiba                                                                  | Kanao Tsuyuri                                                |                         |
| 2019 | Jimoto ga Japan                                                                   | Komachi Yuze                                                 | [ 27 ]                  |
| 2019 | Dr. Stone                                                                         | Ruri                                                         | [ 1 ]                   |
| 2019 | Joshi Kōsei no Mudazukai                                                          | Kohaku Kujō                                                  |                         |
| 2019 | Lord El-Melloi II-sei no Jikenbo: Rail Zeppelin Grace Note                        | Gray                                                         | [ 28 ]                  |
| 2019 | No Guns Life                                                                      | Karen                                                        |                         |
| 2019 | Rifle Is Beautiful                                                                | Misa Kuroi                                                   | [ 29 ]                  |
| 2019 | Viajes Pokémon                                                                    | Mao                                                          |                         |
| 2020 | Koisuru Asteroid                                                                  | Moe Suzuya                                                   |                         |
| 2020 | Darwin's Game                                                                     | Shuka Karino                                                 | [ 30 ]                  |
| 2020 | 22/7                                                                              | Ayane Tachikawa                                              |                         |
| 2020 | Listeners                                                                         | Janis                                                        | [ 31 ]                  |
| 2020 | Fruits Basket 2nd Season                                                          | Kisa Sōma                                                    |                         |
| 2020 | Fugō Keiji Balance: Unlimited                                                     | Mahoro Saeki                                                 | [ 32 ]                  |
| 2020 | Kaguya-sama wa Kokurasetai: Tensai-tachi no Renai Zunōsen                         | Kyoko Ootomo                                                 | [ 33 ]                  |
| 2020 | Majo no Tabitabi                                                                  | Dueña de la tienda de muñecas                                | [ 34 ]                  |
| 2020 | Adachi to Shimamura                                                               | Taeko Nagafuji                                               | [ 35 ]                  |
| 2021 | Hortensia Saga                                                                    | Nonnoria Foly                                                | [ 36 ]                  |
| 2021 | Back Arrow                                                                        | Annie                                                        | [ 37 ]                  |
| 2021 | Ore dake Haireru Kakushi Dungeon                                                  | Sarah Longhram                                               |                         |
| 2021 | Dr. Stone: Stone Wars                                                             | Ruri                                                         |                         |
| 2021 | Maiko-san chi no Makanai-san                                                      | Momoko                                                       |                         |
| 2021 | Fruits Basket: The Final                                                          | Kisa Sōma                                                    |                         |
| 2021 | Seijo no Maryoku wa Bannō Desu                                                    | Elizabeth Ashley                                             | [ 38 ]                  |
| 2021 | Bakuten!!                                                                         | Ayumi Futaba                                                 | [ 39 ]                  |
| 2021 | Blue Reflection Ray                                                               | Mio Hirahara                                                 | [ 40 ]                  |
| 2021 | Genjitsushugi Yūsha no Ōkoku Saikenki                                             | Juna Doma                                                    | [ 41 ]                  |
| 2021 | Tsuki ga Michibiku Isekai Dōchū                                                   | Diosa                                                        | [ 42 ]                  |
| 2021 | 100-man no Inochi no Ue ni Ore wa Tatte Iru 2nd Season                            | Jezby                                                        |                         |
| 2021 | Night Head 2041                                                                   | Yui Akiyama                                                  | [ 43 ]                  |
| 2021 | Isekai Shokudō 2                                                                  | Adelheid                                                     | [ 44 ]                  |
| 2021 | Mushoku Tensei: Isekai Ittara Honki Dasu Part 2                                   | Ariel Anemoi Asura                                           |                         |
| 2021 | Sekai Saikō no Ansatsusha, Isekai Kizoku ni Tensei Suru                           | Dia Viekone                                                  | [ 45 ]                  |
| 2021 | Takt op. Destiny                                                                  | Hell                                                         | [ 46 ]                  |
| 2021 | Kimetsu no Yaiba: Yukaku-hen                                                      | Kanao Tsuyuri                                                |                         |
| 2022 | Shūmatsu no Harem                                                                 | Shion Hoshino                                                | [ 47 ]                  |
| 2022 | Genjitsushugi Yūsha no Ōkoku Saikenki Part 2                                      | Juna Doma                                                    |                         |
| 2022 | Tomodachi Game                                                                    | Maria Mizuse                                                 | [ 48 ]                  |
| 2022 | Aoashi                                                                            | Anri Kaidō                                                   | [ 49 ]                  |
| 2022 | Warau Arsnotoria Sun!                                                             | Figure                                                       | [ 50 ]                  |
| 2022 | Kuro no Shōkanshi                                                                 | Melfina                                                      | [ 51 ]                  |
| 2022 | Isekai Yakkyoku                                                                   | Eléonore "Ellen" Bonnefoi                                    | [ 52 ]                  |
| 2022 | Kōkyū no Karasu                                                                   | Unkajō                                                       | [ 53 ]                  |
| 2022 | Mushikaburi-hime                                                                  | Elianna Bernstein                                            | [ 54 ]                  |
| 2022 | Legend of Mana: The Teardrop Crystal                                              | Hotaru-hime                                                  | [ 55 ]                  |
| 2022 | Bleach: Sennen Kessen-hen                                                         | Meninas McAllon                                              | [ 56 ]                  |
| 2022 | Chainsaw Man                                                                      | Reze                                                         | [ 57 ]                  |
| 2023 | Mononogatari                                                                      | Yū                                                           | [ 58 ]                  |
| 2023 | Chibi Godzilla no Gyakushū                                                        | Kobijin (Ane)                                                | [ 59 ]                  |
| 2023 | Dr. Stone: New World                                                              | Ruri                                                         |                         |
| 2023 | Mahō Tsukai no Yome Season 2                                                      | Veronica Rickenbacker                                        | [ 60 ]                  |
| 2023 | Kawaisugi Crisis                                                                  | Komachi Kokage                                               | [ 61 ]                  |
| 2023 | Rokudō no Onna-tachi                                                              | Raino Sumire; Kazeno Sumire; Amano Sumire                    | [ 62 ]                  |
| 2023 | Mashle                                                                            | Lemon Irvine                                                 | [ 63 ]                  |
| 2023 | Kimetsu no Yaiba: Katanakaji no Sato-hen                                          | Kanao Tsuyuri                                                | [ 64 ]                  |
| 2023 | Mononogatari 2nd Season                                                           | Yū                                                           |                         |
| 2023 | Watashi no Shiawase na Kekkon                                                     | Miyo Saimori                                                 | [ 65 ]                  |
| 2023 | Higeki no Genkyō to naru Saikyō Gedō Last Boss Joō wa Min no tame ni Tsukushimasu | Marianne Edwards                                             |                         |
| 2023 | Bleach: Sennen Kessen-hen - Ketsubetsu-tan                                        | Meninas McAllon                                              |                         |
| 2023 | Shinigami Bocchan to Kuro Maid 2nd Season                                         | Amelia                                                       | [ 66 ]                  |
| 2023 | Mushoku Tensei II: Isekai Ittara Honki Dasu                                       | Ariel Anemoi Asura                                           | [ 67 ]                  |
| 2023 | Dark Gathering                                                                    | Espíritu de la hija                                          | [ 68 ]                  |
| 2023 | Shiro Seijo to Kuro Bokushi                                                       | Frederica                                                    | [ 69 ]                  |
| 2023 | Ragna Crimson                                                                     | Ultimatia                                                    | [ 70 ]                  |
| 2023 | Overtake!                                                                         | Arisu Mitsuzawa                                              | [ 71 ]                  |
| 2023 | Seijo no Maryoku wa Bannō Desu Season 2                                           | Elizabeth Ashley                                             |                         |
| 2023 | Toaru Ossan no VRMMO Katsudōki                                                    | Fairy Queen                                                  | [ 72 ]                  |
| 2023 | Kage no Jitsuryokusha ni Naritakute! 2nd Season                                   | Margaret                                                     |                         |
| 2023 | Mahō Tsukai no Yome Season 2 Part 2                                               | Veronica Rickenbacker                                        |                         |
| 2023 | Hikikomari Kyūketsu Hime no Monmon                                                | Melka Tiano                                                  | [ 73 ]                  |
| 2023 | The iDOLM@STER Million Live!                                                      | Umi Kōsaka                                                   |                         |
| 2023 | Dr. Stone: New World Part 2                                                       | Ruri                                                         |                         |
| 2024 | Ishura                                                                            | Yuno la Garra Distante                                       | [ 74 ]                  |
| 2024 | Mato Seihei no Slave                                                              | Sahara Wakasa                                                | [ 75 ]                  |
| 2024 | Mashle: Kami Satoru-sha Kōho Senbatsu Shiken-hen                                  | Lemon Irvine                                                 |                         |
| 2024 | Chiyu Mahō no Machigatta Tsukai-kata                                              | Princesa Celia                                               | [ 76 ]                  |
| 2024 | Solo Leveling                                                                     | Cha Hae-in                                                   | [ 77 ]                  |
| 2024 | Boku no Kokoro no Yabai Yatsu Season 2                                            | Yurine Hanzawa                                               | [ 78 ]                  |
| 2024 | Tsuki ga Michibiku Isekai Dōchū Season 2                                          | Diosa                                                        | [ 79 ]                  |
| 2024 | Dosanko Gal wa Namara Menkoi                                                      | Rena Natsukawa                                               | [ 80 ]                  |
| 2024 | Wonderful Precure!                                                                | Mayu Nekoyashiki / Cure Lilian                               | [ 81 ]                  |
| 2024 | Chibi Godzilla no Gyakushū 2nd Season                                             | Kobijin (Ane)                                                | [ 82 ] [ 83 ]           |
| 2024 | Shinigami Bocchan to Kuro Maid 3rd Season                                         | Amelia                                                       | [ 84 ]                  |
| 2024 | Mushoku Tensei II: Isekai Ittara Honki Dasu Part 2                                | Ariel Anemoi Asura                                           | [ 85 ]                  |
| 2024 | Kono Subarashii Sekai ni Shukufuku wo! 3                                          | Rein                                                         | [ 86 ]                  |
| 2024 | Sasayaku You ni Koi wo Utau                                                       | Momoka Satomiya                                              | [ 87 ]                  |
| 2024 | Kimetsu no Yaiba: Hashira Geiko-hen                                               | Kanao Tsuyuri                                                | [ 88 ] [ 89 ]           |
| 2024 | Gimai Seikatsu                                                                    | Akiko Ayase                                                  | [ 90 ]                  |
| 2024 | Megami no Cafe Terrace                                                            | Moemi Souya                                                  | [ 91 ]                  |
| 2024 | Isekai Suicide Squad                                                              | Fione                                                        | [ 92 ]                  |
| 2024 | Isekai Shikkaku                                                                   | Sacchan                                                      | [ 93 ]                  |
| 2024 | Make Heroine ga Ōsugiru!                                                          | Chihaya Asagumo                                              | [ 94 ]                  |
| 2024 | Ao no Hako                                                                        | Chinatsu Kano                                                | [ 95 ]                  |
| 2024 | Kimi wa Meido-sama                                                                | Yuki                                                         | [ 96 ]                  |
| 2024 | Raise wa Tanin ga Ī                                                               | Tsubaki Akashigata                                           | [ 97 ]                  |
| 2024 | Nageki no Bōrei wa Intai Shitai                                                   | Sophia                                                       | [ 98 ]                  |
| 2025 | Solo Leveling Season 2: Arise from the Shadow                                     | Cha Hae-in                                                   | [ 99 ]                  |
| 2025 | Watashi o Tabetai, Hito de Nashi                                                  | Hinako Yaotose                                               | [ 100 ]                 |
| 2025 | Ishura 2nd Season                                                                 | Yuno la Garra Distante                                       | [ 101 ] [ 102 ]         |
| 2025 | Dr. Stone: Science Future                                                         | Ruri                                                         | [ 103 ] [ 104 ] [ 105 ] |
| 2025 | Kijin Gentōshō                                                                    | Suzune                                                       | [ 106 ]                 |
| 2025 | Wind Breaker Season 2                                                             | Shizuka Narita                                               | [ 107 ]                 |
| 2025 | Ore wa Seikan Kokka no Akutoku Ryōshu!                                            | Amagi                                                        | [ 108 ]                 |
| 2025 | Mono                                                                              | Haruno Akiyama                                               | [ 109 ]                 |
| 2025 | Chibi Godzilla no Gyakushū 3rd Season                                             | Kobijin (Ane)                                                | [ 110 ]                 |
| 2025 | Seishun Buta Yarō Santa Claus no Yume wo Minai                                    | Miniskirt Santa                                              | [ 111 ]                 |
| 2025 | Nyaight of the Living Cat                                                         | Kunagi                                                       | [ 112 ]                 |
| 2025 | Kakuriyo no Yadomeshi Ni                                                          | Shizuna                                                      | [ 113 ]                 |
| 2025 | Watashi o Tabetai, Hito de Nashi                                                  | Hinako Yaotose                                               | [ 114 ]                 |
| 2026 | Mato Seihei no Slave 2                                                            | Sahara Wakasa                                                | [ 115 ]                 |

#### Películas
| Año  | Título                                                                             | Rol                            | Refs.                   |
| ---- | ---------------------------------------------------------------------------------- | ------------------------------ | ----------------------- |
| 2014 | Harmonie                                                                           | Juri Makina                    | [ 116 ]                 |
| 2015 | Little Witch Academia: Mahōjikake no Parade                                        | Jasminka Antonenko             |                         |
| 2015 | Harmony                                                                            | Miach Mihie                    | [ 117 ]                 |
| 2015 | Wake Up, Girls! Beyond the Bottom                                                  | Rika Takashina                 |                         |
| 2016 | Utopa                                                                              | Hilma                          |                         |
| 2018 | Godzilla 2: Kessen Kidō Zōshoku Toshi                                              | Maina                          | [ 118 ]                 |
| 2018 | Godzilla 3: Hoshi wo Kū Mono                                                       | Maina                          |                         |
| 2021 | Bishōjo Senshi Sailor Moon Eternal Movie 1                                         | Cere Cere / Sailor Ceres       | [ 119 ]                 |
| 2021 | Bishōjo Senshi Sailor Moon Eternal Movie 2                                         | Cere Cere / Sailor Ceres       |                         |
| 2021 | Kidō Senshi Gundam: Senkō no Hathaway                                              | Gigi Andalucia                 | [ 120 ]                 |
| 2022 | Bakuten!! Movie                                                                    | Ayumi Futaba                   | [ 121 ]                 |
| 2022 | Watashi ni Tenshi ga Maiorita! Precious Friends                                    | Miyako Hoshino                 | [ 122 ]                 |
| 2023 | SSSS.Gridman Movie                                                                 | Akane Shinjō                   |                         |
| 2023 | Gridman Universe                                                                   | Akane Shinjō                   |                         |
| 2023 | Alice to Therese no Maboroshi Kōjō                                                 | Mutsumi Sagami                 |                         |
| 2023 | Otome Game no Hametsu Flag shika Nai Akuyaku Reijou ni Tensei shiteshimatta… Movie | Hearty                         | [ 123 ]                 |
| 2024 | Bloody Escape: Jigoku no Tōsō Geki                                                 | Lunalu                         |                         |
| 2024 | Trapezium                                                                          | Ranko Katori                   | [ 124 ]                 |
| 2024 | Wonderful Precure! Movie: Dokidoki Game no Sekai de Dai Bōken!                     | Mayu Nekoyashiki / Cure Lilian | [ 125 ]                 |
| 2025 | Project Sekai Movie: Kowareta Sekai to Utaenai Miku                                | Honami Mochizuki               | [ 126 ]                 |
| 2025 | Kimetsu no Yaiba Movie: Mugen Jō-hen 1                                             | Kanao Tsuyuri                  | [ 127 ] [ 128 ] [ 129 ] |
| 2025 | Gekijō-ban Chainsaw Man Reze-hen                                                   | Reze                           | [ 130 ] [ 131 ]         |
| 2026 | Mobile Suit Gundam: Hathaway - The Sorcery of Nymph Circe                          | Gigi Andalucia                 | [ 132 ]                 |

#### ONAs
| Año  | Título                                              | Rol              | Refs.   |
| ---- | --------------------------------------------------- | ---------------- | ------- |
| 2019 | Null Peta                                           | Peta             | [ 133 ] |
| 2019 | Iya na Kao Sarenagara Opantsu Misete Moraitai       | Shiori Matsūra   | [ 134 ] |
| 2019 | Saiki Kusuo no Ψ-nan: Ψ-shidō-hen                   | Sora Kaidō       | [ 134 ] |
| 2020 | Nihon Chinbotsu 2020                                | Ayumu Mutō       | [ 135 ] |
| 2020 | Adachi to Shimamura Mini Anime                      | Taeko Nagafuji   | [ 134 ] |
| 2020 | Jūnenbun no Watashi e                               | Saki             | [ 134 ] |
| 2021 | Voy@ger                                             | Umi Kōsaka       | [ 134 ] |
| 2021 | Pokemon Evolutions                                  | Tamao            | [ 136 ] |
| 2022 | Petit Seka                                          | Honami Mochizuki | [ 134 ] |
| 2022 | Rilakkuma to Yūenchi                                | Suzune           | [ 134 ] |
| 2022 | Kidō Senshi Gundam: Tekketsu no Orphans - Urdr Hunt | Korunaru Kōsa    | [ 134 ] |
| 2023 | Journey to Bloom                                    | Honami Mochizuki | [ 134 ] |
| 2024 | Code Geass: Dakkan no Rozé                          | Sakuya Sumeragi  | [ 137 ] |
| 2025 | Takopī no Genzai                                    | Shizuka Kuze     | [ 138 ] |

#### OVAs
| Año  | Título       | Rol         | Refs.   |
| ---- | ------------ | ----------- | ------- |
| 2016 | Bakuon!! OVA | Hane Sakura | [ 134 ] |

#### Especiales
| Año  | Título                                                                                      | Rol                            | Refs.   |
| ---- | ------------------------------------------------------------------------------------------- | ------------------------------ | ------- |
| 2015 | Nanairo Kakumei                                                                             | Nana Kuriyama                  | [ 134 ] |
| 2016 | Dimension W: W no Tobira Online - Rose no Onayami Sōdanshitsu                               | Mira Yurisaki                  | [ 134 ] |
| 2016 | Dimension W: Short Track/Robot wa Sentō no Yume wo Miruka                                   | Mira Yurisaki                  | [ 134 ] |
| 2017 | Minami Kamakura Kōkō Joshi Jitensha-Bu: Kita yo, Taiwan!                                    | Hiromi Maiharu                 | [ 134 ] |
| 2017 | Net-juu no Susume Special                                                                   | Lily                           | [ 134 ] |
| 2018 | ReLIFE: Kanketsu-hen                                                                        | An Onoya                       | [ 134 ] |
| 2018 | Goblin Slayer: Bōken Kiroku Yōshi - Adventure Sheet                                         | Hermana mayor de Goblin Slayer | [ 134 ] |
| 2018 | Lord El-Melloi II-sei no Jikenbo: Rail Zeppelin Grace Note - Hakamori to Neko to Majutsushi | Gray                           | [ 134 ] |
| 2019 | Watashi ni Tenshi ga Maiorita! Special                                                      | Miyako Hoshino                 | [ 134 ] |
| 2019 | Rifle Is Beautiful: Zenkoku Taikai Is Mokuzen                                               | Misa Kuroi                     | [ 134 ] |
| 2020 | Darwin's Game: Log Line                                                                     | Shuka Karino                   | [ 134 ] |
| 2021 | Lord El-Melloi II-sei no Jikenbo: Rail Zeppelin Grace Note Special                          | Gray                           | [ 134 ] |
| 2022 | Dr. Stone: Ryūsui                                                                           | Ruri                           | [ 134 ] |
| 2023 | Mushoku Tensei II: Isekai Ittara Honki Dasu - Shugo Jutsushi Fitz                           | Ariel Anemoi Asura             | [ 134 ] |

### Videojuegos
- Magia Record (2017), Aimi Eri
- Arknights (2019), Роза (rosa)
- Genshin Impact (2020), Ganyu[139]
- Alchemy Stars (2021), Connolly, Angel
- World's End Club (2019), Reycho
- Project Sekai: Colorful Stage! feat. Hatsune Miku (2020), Honami Mochizuki
- Honkai: Star Rail (2023), Sparkle